# Franz Gleim
Franz Friedrich Wilhelm Gleim (* 16. Juni 1842 in Melsungen; † 1. Juli 1911 ebenda) war ein deutscher Unternehmer und Mitglied des Preußischen Abgeordnetenhauses sowie des Provinziallandtages der Provinz Hessen-Nassau.

## Leben
Franz Friedrich Wilhelm Gleim wurde als Sohn des Tuchfabrikanten Johann Georg Gleim und dessen Gemahlin Anna Katharina Wickmann geboren. Er übernahm den elterlichen Betrieb. Sein älterer Bruder Georg Wilhelm war Jurist und Reichstagsabgeordneter.
Franz war politisch aktiv in der Nationalliberalen Partei. 1873 wurde er stellvertretender Bürgermeister in Melsungen. Von 1889 bis 1911 hatte er ein Mandat im Preußischen Abgeordnetenhaus. Er war Mitglied im Kreistag Melsungen und von 1904 bis 1911 Abgeordneter des Kurhessischen Kommunallandtages des preußischen Regierungsbezirks Kassel, aus dessen Mitte er ein Mandat im Provinziallandtag der Provinz Hessen-Nassau erhielt. Gleim war von 1898 bis zu seinem Tode im Jahr 1911 Bürgermeister in Melsungen und Mitglied des Bundes der Landwirte. Er war mit Katharina Steinbach (1843–1881) verheiratet. Aus der Ehe ging der Sohn Otto hervor, der später Bürgermeister in Melsungen war.

## Ehrungen
- Ehrenbürger der Stadt Melsungen